# Scoria

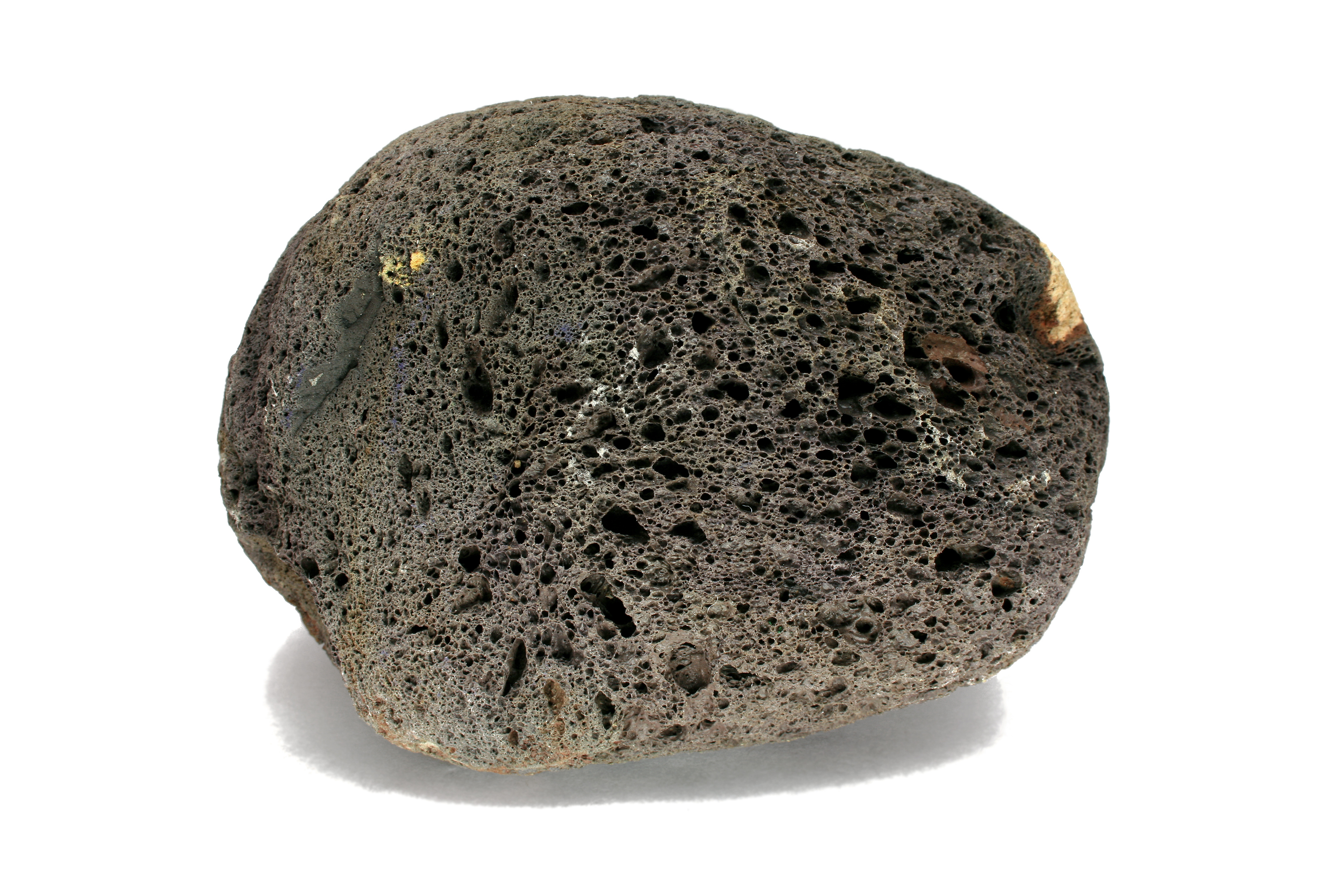
Campione di scoria dalle dimensioni di circa 10 cm.

La scoria è la roccia magmatica effusiva generatasi dall'attività esplosiva stromboliana dei vulcani.
Rispetto alle bombe vulcaniche hawaiiane è molto più vescicolata e cristallizzata (10-40%). Si genera per effetto dell'esplosione della bolla di gas che risale (regime di slug flow) e frantuma la porzione di magma sommitale che si stava raffreddando.
Un deposito di scorie è massivo ed isotropo, e inoltre non è saldato come gli spatter cones hawaiiani.
L'etimologia della parola 'scoria' deriva dal greco σκωρία, skōria, col significato di ruggine.

## Caratteristiche

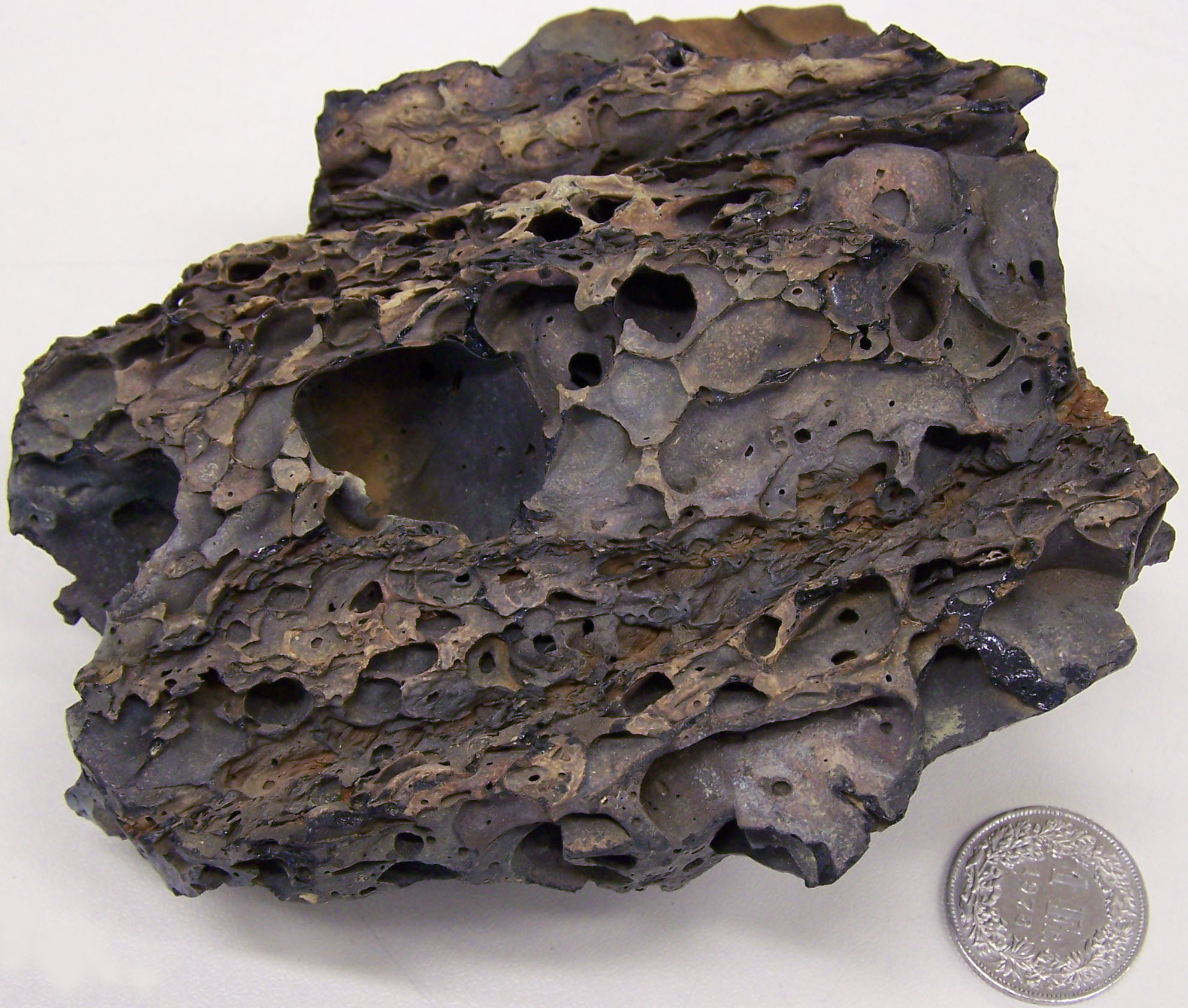
Campione di scoria conservato all'Università di Neuchâtel, in Svizzera.

La scoria ha una composizione basaltica o andesitica, con tessitura altamente vescicolata; in genere è caratterizzata da un colore scuro che può andare dal rosso porpora con riflessi bluastri, al marron e fino al nero. Può contenere anche materiale vetrificato e talvolta anche fenocristalli.
La scoria ha una densità piuttosto bassa a causa delle numerose vescicole di forma ellissoidale da cui è caratterizzata, ma a differenza della pomice, il suo peso specifico è superiore a 1 e pertanto la scoria sprofonda in acqua. Le vescicole si formano quando i gas disciolti nel magma fuoriescono dalla massa al momento dell'eruzione, creando delle bolle nella roccia fusa che poi solidificano durante il raffreddamento. La scoria si può formare sia nel corpo principale del flusso lavico che nei frammenti proiettati attorno durante l'esplosione, come i lapilli o le bombe vulcaniche.

## Scoria metallica
In metallurgia, per analogia di materiali e forma di sostanza, è detta «scoria» il prodotto schiumoso solidificato sovranatante i bagni di fusione nella produzione dei metalli, che, a raffreddamento avvenuto, è un agglomerato di massa uniforme e solida (schiuma solidificata) di impurità non volatili del minerale (intese come parti solide non metalliche), costituite spesso prevalentemente di silicati di alluminio e calcio: normali componenti della roccia.
Le scorie sovranatanti per la loro minore densità, sono allontanate per tracimazione, e spesso sono utilizzate come materie prime di produzioni accessorie, tipicamente nella produzione di cementi.